# Powieść dla dziewcząt
Powieść dla dziewcząt (powieść pensjonarska) – odmiana powieści dla młodzieży, skrzyżowana z romansem dydaktycznym, moralnym, sentymentalnym i psychologicznym, o silnym charakterze dydaktycznym, często kładąca nacisk na rolę i miejsce kobiety.
W zakresie technik artystycznych, korzysta z literatury popularnej i elitarnej, przyjmując rozmaity charakter i formy, np. quasi-dokument, dziennik, listy, narrację odautorską, technikę punktu widzenia, behawiorystyczną prezentację świata.
Typową bohaterką tradycyjnej powieści dla dziewcząt, jest dorastająca panienka, która poznaje świat i ludzi poprzez pryzmat własnych przeżyć, doznań i zainteresowań. Od lat 50. XX wieku, bohaterka stopniowo się emancypuje i usamodzielnia.
Pierwszą polską powieścią dla dziewcząt była Pamiątka po dobrej matce, autorstwa Klementyny Hoffmanowej, z roku 1819.

## Wybrane przykłady powieści dla dziewcząt

### Polskie
- „Pamiątka po dobrej matce”, Klementyna Hoffmanowa
- „Księżniczka”, Zofia Urbanowska
- „Marta”, Eliza Orzeszkowa
- „Emancypantki”, Bolesław Prus
- „Druga brama”, Halina Górska
- „Za zielonym wałem”, Helena Boguszewska
- twórczość Kornela Makuszyńskiego
- twórczość Krystyny Siesickiej
- twórczość Małgorzaty Musierowicz

### Zagraniczne
- „Małe kobietki”, Louisa May Alcott
- „Tajemnica Gerty”, Maria Susanna Cummins
- „Heidi”, Johanna Spyri
- twórczość Lucy Maud Montgomery
- twórczość Frances Hodgson Burnett